# هيلين فيشر (عالمة الإنسان)
هيلين فيشر (بالإنجليزية: Helen E. Fisher)‏ هي عالمة الإنسان أمريكية، ولدت في 31 مايو 1947 في مانهاتن في الولايات المتحدة.

## وصلات خارجية
- الموقع الرسمي
- هيلين فيشر على موقع مونزينجر (الألمانية)